# Paul Behncke

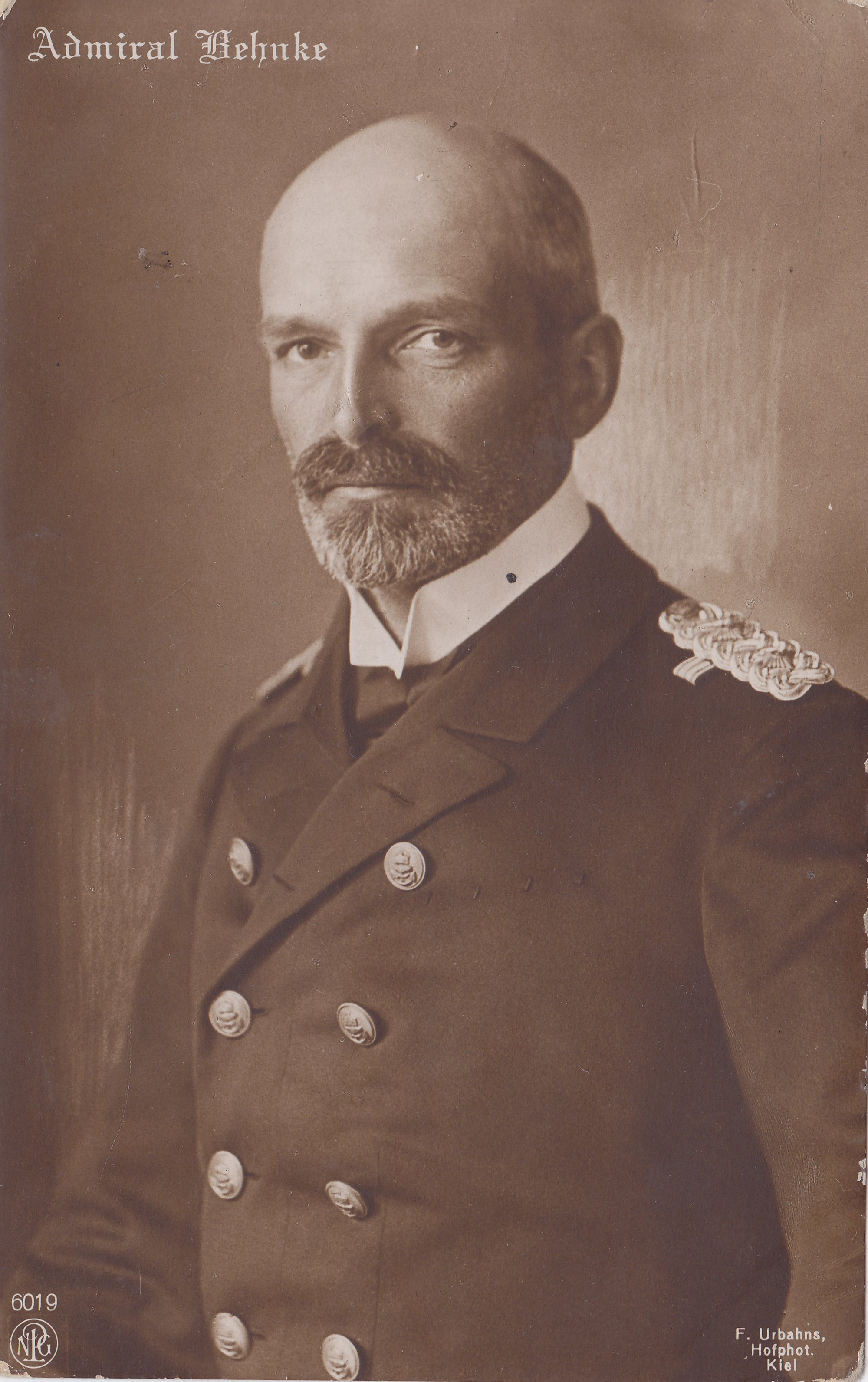
Admiral Paul Behnke, ca. 1915

Paul Leo Gustav Behncke (* 13. August 1866 in Süsel; † 4. Januar 1937 in Berlin) war ein deutscher Admiral und Chef der Reichsmarine vom 1. September 1920 bis 30. September 1924.

## Leben
Paul Behncke wurde auf dem Gut seines Vaters Friedrich Johann Behncke, der aus einer Lübecker Kaufmannsfamilie stammte, bei Lübeck geboren. Seine Mutter Mathilde war eine geborene von Cossel. Seine Brüder waren der Konteradmiral Friedrich Behncke (1869–1957) und der Kunsthistoriker Wilhelm Behncke (1871–1938).
Behncke trat am 16. April 1883 als Kadett in die Kaiserliche Marine ein und erhielt seine Grundausbildung auf dem Schulschiff Niobe. Anschließend versah er Dienst bis 13. April 1886 auf der Kreuzerfregatte Elisabeth und wurde am 17. April zum Unterleutnant zur See befördert. Zwei Jahre wurde er auf das Kanonenboot Wolf kommandiert, dass in Ostasien stationiert war. Dort wurde Behncke am 18. Februar 1890 zum Leutnant zur See befördert. Nach seiner Heimreise erfolgte seine Verwendung als Wachoffizier auf der Prinzeß Wilhelm bis 24. März 1892. Kurzzeitig wurde er dann als Erster Wachoffizier auf Brummer und Bremse eingesetzt, bevor er am 4. Oktober 1892 seine Kommandierung auf die Deutschland erhielt. Am 1. November 1894 wechselte er als Adjutant zur II. Werftdivision und kam danach in das Oberkommando der Marine. Dort wurde er am 13. April 1896 zum Kapitänleutnant befördert. Von Oktober 1897 bis 29. Juni 1899 war er an der Marineakademie zur weiteren Ausbildung, die lediglich durch ein zweimonatiges Bordkommando als Navigationsoffizier auf der Heimdall unterbrochen wurde. Anschließend kam er als Artillerieoffizier auf das Panzerschiff Bayern und das Linienschiff Kaiser Wilhelm II. Die kommenden sieben Jahre verbrachte Behncke in der Militärischen Abteilung des Reichsmarineamtes in Berlin. Zeitgleich war er vom 31. Oktober 1903 bis 3. November 1905 Kommandant des Kleinen Kreuzers Falke und am 15. Juli 1902 zum Korvettenkapitän befördert worden. Am 12. September 1908 wurde er Kapitän zur See und am 12. September 1908 erfolgte seine Ernennung zum Vorstand der Militärischen Abteilung. Dieses Kommando gab er am 19. September 1909 nach der Übernahme als Kommandant des Linienschiffes Wettin ab. In gleicher Funktion übernahm er anschließend am 15. September 1910 das Linienschiff Westfalen. Am 1. Oktober 1911 wechselte er als Abteilungschef in den Admiralstab der Marine und wurde dort am 14. Juli 1914 zum Konteradmiral befördert.

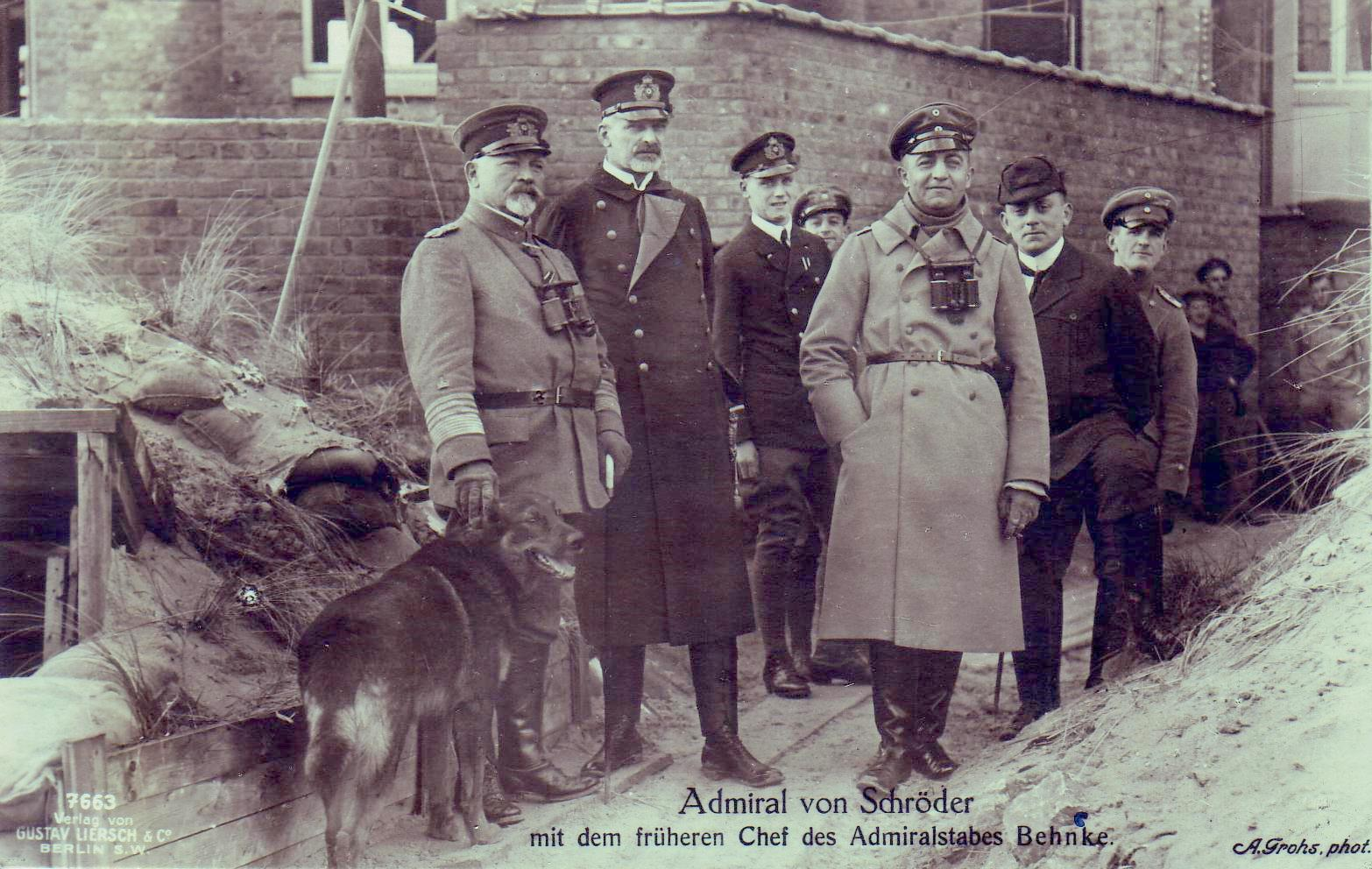
Paul Behncke (2. v.l.) mit Ludwig von Schröder (1. v.l. mit Hund);
Foto von Alfred Grohs

Mit Beginn des Ersten Weltkriegs wurde er stellvertretender Chef des Admiralstabes der Marine und am 24. Januar 1916 Chef des III. Geschwaders. Mit diesem nahm er an der Skagerrakschlacht teil, wobei er durch Granatsplitter schwer am Kopf verwundet wurde. Am 25. November 1916 erhielt Behncke seine Beförderung zum Vizeadmiral und nahm als solcher im Rahmen des Unternehmens Albion an Bord seines Flaggschiffes König am 12. Oktober 1917 an der Beschießung von Kap Ninnast auf Ösel und am 17. Oktober 1917 an der Schlacht im Moon-Sund teil. Er wurde am 11. August 1918 von seinem Kommando abgelöst. Man betraute ihn zunächst stellvertretend ab 28. August 1918 mit den Aufgaben des Staatssekretärs des Reichsmarineamtes, bevor er am 18. September 1918 seine Ernennung erhielt. Am 28. September wurde er bereits wieder von seinen Aufgaben entbunden und zur Verfügung des Chefs der Hochseestreitkräfte gestellt. Von September 1918 bis November 1918 gehörte er als parteiloser Abgeordneter dem Kabinett Baden unter dem Reichskanzler Prinz Max von Baden an.
Ein für ihn vorgesehenes neues Kommando als Chef der Marinestation der Nordsee konnte er nicht mehr antreten und am 12. Februar 1919 erfolgte seine Verabschiedung. Als deutscher Vertreter in der militärischen Kommission für die Entwaffnung der Aaland-Inseln war er im Anschluss bis zum 5. November 1919 tätig. Am 31. August 1920 wurde Paul Behnke reaktiviert und bis zum 14. September 1920, als Nachfolger Adolf von Trothas bzw. William Michaelis’, zum Chef der Admiralität ernannt. Denn beide hatten sich mit ihrer Haltung während der Ereignisse des Kapp-Putsches ins politische „Aus“ gesetzt. Seine Ernennung zum Chef der Marineleitung erhielt er am 15. September 1920 und kurz darauf am 20. Dezember 1920 seine Beförderung zum Admiral. Behncke war für die Konsolidierung und den Wiederaufbau der Marine verantwortlich, die durch die Bedingungen des Versailler Vertrags und durch die Revolutionswirren 1918/1919 stark demoralisiert war. Seine Zielstellung bestand dabei in einem nach außen gerichteten Marketingverhalten für die deutsche Marine und Rüstungswirtschaft, um vor allem die durch die Folgen des Krieges zerstörten Kontakte und vertrauensvolle Netzwerke wieder zu errichten. Dabei setzte er sich unter anderem intensiv für den Aufbau von geeigneten Netzwerken und die Finanzierung für geheime Rüstungsprojekte der Marine mit den Schwerpunkten des U-Bootbaus, der Marinefliegerei, blasenfreier Torpedoabschusstechnik sowie neue Schiffsantriebe ein. Er war ein besonderer Förderer des Leiters der Abteilung Seetransport Walter Lohmann. In seine Amtszeit fallen die ersten maritimen Neubauprogramme nach dem Ersten Weltkrieg. Bestandteil seiner Erneuerungsstrategie der Marine waren maritime Rüstungsprogramme, die unter Umgehung der Bestimmungen des Versailler Vertrages, dennoch eine Fortsetzung des während des Krieges erreichten technischen KnowHows im Bereich der U-Bootentwicklung, der Bewaffnung, des Einsatzes von Radar- und Ortungstechnik gewährleisten sollten. Eine besondere Rolle spielten dabei die Absprachen zur maritimen Rüstungsentwicklung mit Argentinien, Finnland, Japan, den Niederlanden, Spanien und der Türkei. Behncke trat am 25. September 1924 von seinem Posten zurück und wurde am 30. September 1924 endgültig verabschiedet. Sein Nachfolger im Amt war Hans Zenker.
Im Herbst 1924 übernahm Behncke den Vorsitz der Gesellschaft für Erdkunde und der Alpa (all people association), die sich besonders für die Förderung des Pilotenberufs, die Sicherheit im Flugverkehr und deren technische Weiterentwicklung starkmachte. Ab Januar 1925 trat er eine einjährige Reise durch Süd- und Mittelamerika an, die vor allem der Erkundung von Rüstungskooperationen in diesen Ländern und der Anbahnung von Geschäftsbeziehungen zur technischen Weiterentwicklung der Marineindustrie dienen sollte. Diese Reise wurde durch deutsche Reedereien, einen Fonds der Reichswehr und aus den geheimen Fonds der Marineleitung finanziert. Der Chef der Seetransportabteilung im Reichsmarineamt Walter Lohmann stellte allein 124.000 RM für die Marketing- und Erkundungsreise aus den von ihm verwalteten geheimen Kassen, die für Projekte zur Weiterführung der Marinerüstung in der Weimarer Republik bereitgehalten wurden, zur Verfugung. Eine weitere Reise führte Behnke im Sommer 1925 u. a. nach Japan. Hier befand er sich in Begleitung des Stabschefs beim Befehlshaber der Seestreitkräfte, Alfred Saalwächter. Bereits ab 1924 wurde auf der japanischen Werft in Osaka mit dem Bau eines deutschen U-Bootes begonnen, es schlossen sich 1925 die spanische Werft in Cadiz, Finnland und die Niederlande mit geheimen Marinebauprojekten für Deutschland an. Neben Behnke waren in diese Rüstungsprojekte auch der ehemalige Marineattaché in Japan Wolfram von Knorr, der Referent im Stab des Chefs der Marineleitung Wilhelm Canaris, die Firmen Krupp, Heinkel und Mitsubishi und weitere einbezogen.
Nach der Gleichschaltung der Deutsch-Japanischen Gesellschaft durch die Nationalsozialisten wurde Paul Behncke am 4. Oktober 1933 deren Präsident als Nachfolger von Wilhelm Haas. In dieser Funktion setzte er sich gegenüber dem Rassenpolitischen Amt der NSDAP dafür ein, Ehen zwischen Deutschen und damals als „nichtarisch“ bezeichneten Japanern und Kinder aus diesen Ehen nicht zu diskriminieren.
Paul Behncke ist im Familiengrab auf dem Lübecker Burgtorfriedhof beigesetzt.

## Auszeichnungen
- Eisernes Kreuz (1914) II. und I. Klasse[3]
- Pour le Mérite[3] am 31. Oktober 1917
- Roter Adlerorden II. Klasse mit Eichenlaub und Schwertern[3]
- Kronenorden II. Klasse[3]
- Bayerischer Militärverdienstorden II. Klasse mit Schwertern[3]
- Hanseatenkreuz Lübeck[3]
- Friedrich-August-Kreuz II. und I. Klasse[3]
- Ritterkreuz II. Klasse des Albrechts-Ordens mit Schwertern[3]
- First Class, Grand Cordon of the Rising Sun, 25.3.136 durch Premierminister Hirota Kōki